# Irmela Hijiya-Kirschnereit
Irmela Hijiya-Kirschnereit (* 20. August 1948 in Korntal) ist eine deutsche Japanologin und Übersetzerin. Sie erhielt 1992 den Gottfried-Wilhelm-Leibniz-Preis. Sie ist Professorin an der Freien Universität Berlin.

## Leben
Irmela Hijiya-Kirschnereit studierte von 1967 bis 1975 Japanologie, Sinologie, Germanistik, Kommunikationswissenschaften und Soziologie an der Universität Hamburg, der Ruhr-Universität Bochum sowie in Tokio an der Waseda-Universität und der Universität Tokio. Anschließend promovierte sie an der Fakultät für Ostasienwissenschaften in Bochum zum Doktor der Philosophie und dozierte dort zwischen 1977 und 1985. Sie habilitierte sich 1980 und wurde im selben Jahr von der Deutschen Forschungsgemeinschaft in das Heisenberg-Programm aufgenommen, wodurch ihr eine fünfjährige Förderung zukam.
Nach dem Ende der Förderung nahm sie eine außerordentliche Professur an der sozialwissenschaftlichen Fakultät der Hitotsubashi-Universität in Tokio an, die ein Jahr währte, bis sie 1986 an die Universität Trier ging, um dort die neuerrichtete C4-Professur für Japanologie zu übernehmen. Einem Ruf an die Freie Universität Berlin folgte sie 1991. Dort ist sie bis heute als Professorin tätig.
Irmela Hijiya-Kirschnereit gehörte 1993 zu den Gründungsmitgliedern der Berlin-Brandenburgischen Akademie der Wissenschaften. Sie erhielt 1995 das Bundesverdienstkreuz. Von 1996 bis 2004 machte sie sich als Direktorin des Deutschen Instituts für Japanstudien in Tokio um den Austausch deutscher und japanischer Kultur verdient, was die Deutsche Forschungsgemeinschaft 2001 mit dem Eugen-und-Ilse-Seibold-Preis honorierte. Auch im gesamteuropäischen Raum machte sie sich als Präsidentin der European Association for Japanese Studies (1994 bis 1997) einen Namen. Seit 1995 ist sie Mitglied der Academia Europaea. 2013 wurde sie in die Leopoldina gewählt.

## Werk
Zu den Kernbereichen der Arbeit Hijiya-Kirschnereits gehören die japanische Literatur der Moderne und ihre vergleichende Betrachtung mit den Werken der europäischen Neuzeit. Das Verhältnis zwischen Japan und Europa hat sie vielfach untersucht, etwa anhand des japanischen Dialogs mit dem Westen und der Auseinandersetzung der japanischen Wissenschaft mit westlichen Themen seit der frühen Meiji-Zeit.
Besonders am Herzen liegt es ihr, dem Westen die japanische Kultur näherzubringen. Eines ihrer bekanntesten allgemeinverständlichen Werke ist das 2000 erschienene Japan – Der andere Kulturführer (ISBN 3458170111). Im Harrassowitz-Verlag gab sie die Fachbuchreihe Iaponia Insula. Studien zu Kultur und Gesellschaft Japans heraus, im Insel Verlag veröffentlichte sie die Japanische Bibliothek, welche ins Deutsche übertragene Werke japanischer Autoren enthält. Einige Bücher übersetzte sie dabei selbst, u. a. Frauen, Masken (Enchi Fumiko), Der Fälscher (Inoue Yasushi) und Tanze, Schneck, tanz (Ōba Minako). Literaturkritiken verfasst sie in deutscher, japanischer und englischer Sprache, zudem tritt sie auf Vorträgen als Rezitatorin von japanischer Lyrik auf.
- Selbstentblößungsrituale: Zur Theorie und Geschichte der autobiographischen Gattung Shishosetsu in der modernen japanischen Literatur, Otto Harrowitz, Wiesbaden 1981. (2nd.rev.ed.2005) Neuausgabe Iudicium, München 2005, ISBN 978-3-89129-823-7.
- Das Ende der Exotik, Suhrkamp, Frankfurt am Main, 1988
- Was heißt: Japanische Literatur verstehen? Suhrkamp, Frankfurt am Main, 1990
- Überwindung der Moderne?, Suhrkamp, Frankfurt am Main, 1996.
- Kulturbeziehungen zwischen Japan und dem Westen seit 1853, Iudicium, München, 1999
- Japanische Gegenwartsliteratur, Edition Text und Kritik, München, 2000
- Was vom Japaner übrig blieb, Iudicium (Iaponia Insula Studien zur Kultur und Gesellschaft Japans Bd. 26), Iudicium, München, 2013, ISBN 978-3-86205-250-9.

als Mitherausgeberin
- The Cultural Career of Coolness. Lexington Books, Plymouth, England 2013, ISBN 978-0-7391-7316-9.